# Camp de Baix
Camp de Baix (en castellà Campo de Abajo) és una pedania del municipi d'Alpont (Els Serrans) a Valencia. Situat a 3 quilòmetres per camí directe, i a 5 per la carretera amb desviament de la carretera entre Alpont i Titaigües, passant per La Carrasca.
Es tracta de l'últim nucli de població alpontí que encara està habitat al sud del terme municipal, prop dels límits amb Xelva i Toixa. Situat als peus de la Guija (939 m., en una vall on l'únic element natural destacat és el menut congost de la Hoz.
Va ser residència del beat Pinazo abans de marxar al convent franciscà de Xelva, allà pel començament del segle xix. Pel que fa a monuments destacar la recent ermita de Sant Isidre.
L'any 1969 tenia 147 habitants, amb escola mixta; l'any 1991, 109 i actualment 83.
Celebra les festes el darrer cap de setmana de juliol.